# Ceará

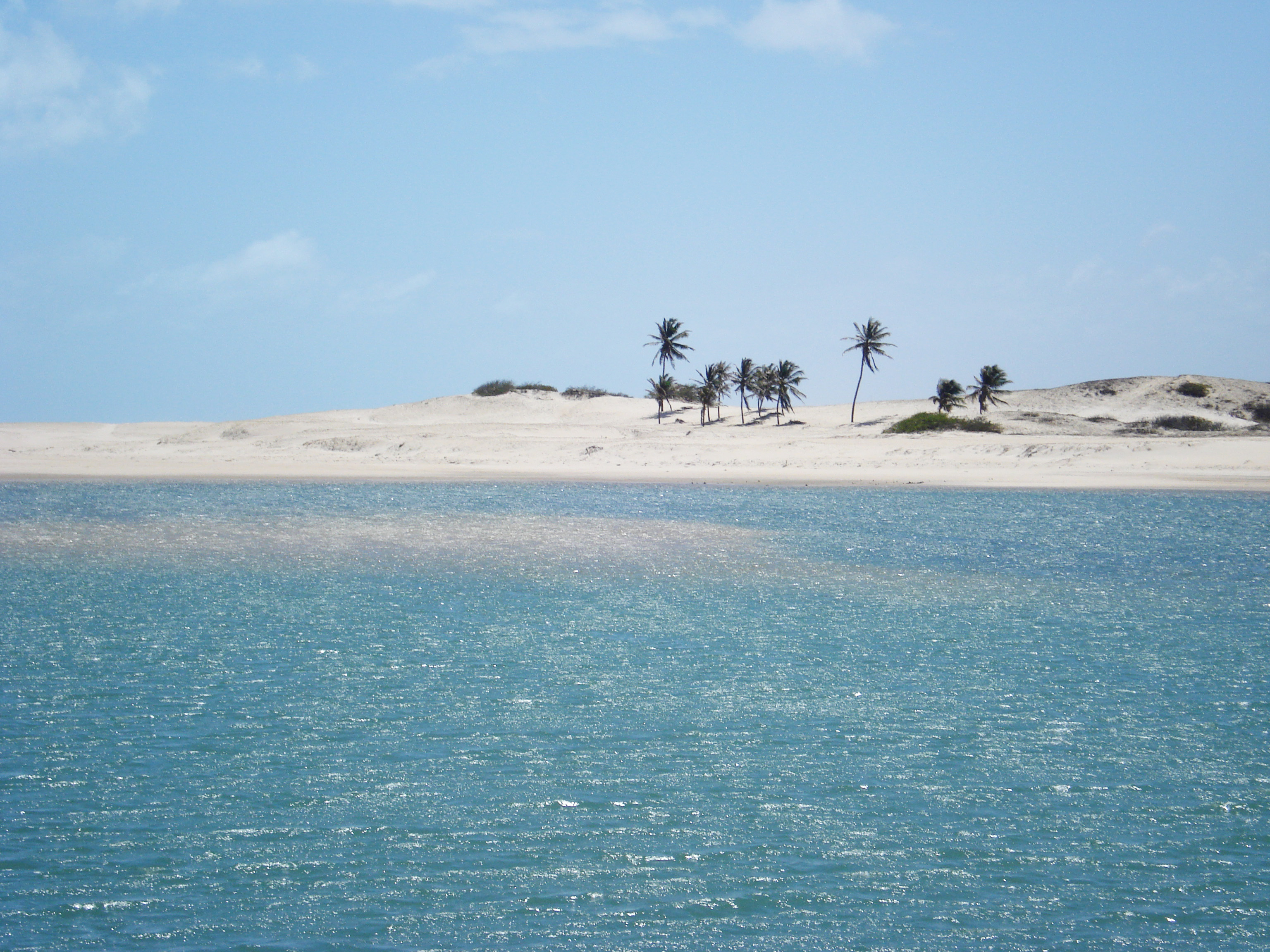
Het strand van Águas Belas, Cascavel

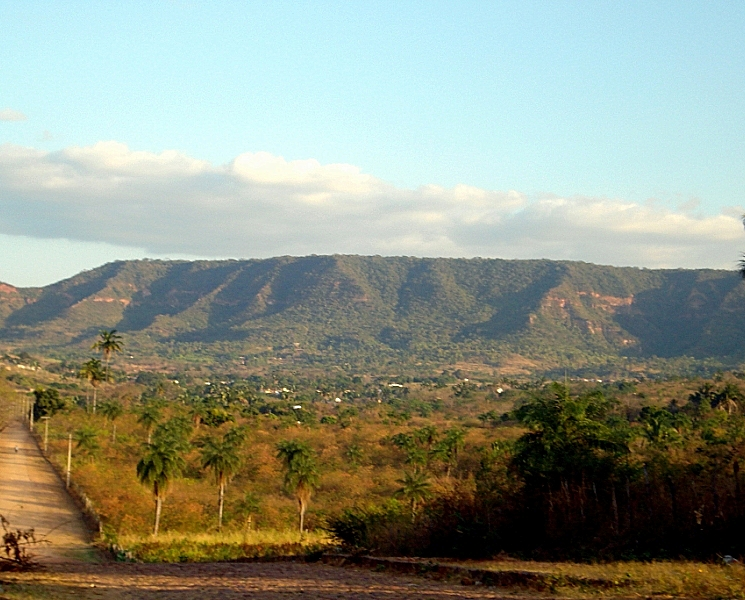
Chapada (hoogvlakte) van Agaripe

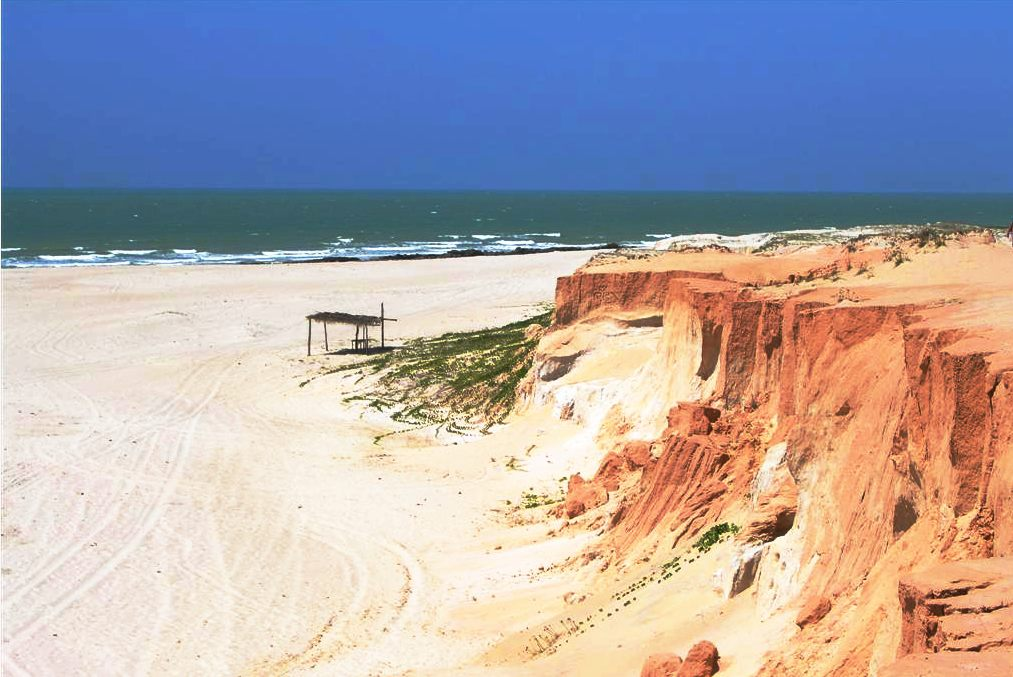
Het strand van Canoa Quebrada

Ceará is een van de 26 deelstaten van Brazilië. De staat met de standaardafkorting CE heeft een oppervlakte van 148.920 km² en is gelegen in de regio Noordoost. Ceará grenst aan de Atlantische Oceaan in het noorden en de staten Rio Grande do Norte en Paraíba in het oosten, Pernambuco in het zuiden en Piauí in het westen. In 2017 had de staat 9.020.460 inwoners. De hoofdstad is Fortaleza. De langste rivier van Ceará is de Jaguaribe. De staat heeft 4,3% van de Braziliaanse bevolking en produceert slechts 2,1% van het BBP van het land.
Volgens José de Alencar, een van de belangrijkste schrijvers van Brazilië en een kenner van inheemse talen, is Ceará een samenstelling van cemo (hardop zingen, beweren) en ara (kleine parkiet) in een van de inheemse talen. Volgens andere theorieën is de naam van de staat ontleend aan Siriará, een verwijzing naar de krabben aan de kust.
De staat Ceará staat bekend om zijn duinen bij Jericoacoara en Canoa Quebrada, om zijn borduurwerk, hangmatten en aardewerk. De staat is vooral bekend om zijn lange kustlijn met 573 kilometer strand, maar er zijn ook bergen en valleien. Op de hoogvlakten van Araripe en Apodi groeien tropische vruchten. In het zuiden, op de grens van Paraíba, Pernambuco en Piauí, bevindt zich het Nationale Woud van Araripe.

## Geschiedenis
Sommige verslagen suggereren dat de Spanjaarden Vicente Yáñez Pinzón en Diego de Lepe al waren geland op de kust van Ceará nog voor Pedro Álvares Cabral, de man die als de officiële ontdekker van Brazilië te boek staat.
Voor de zestiende eeuw werd het gebied van Ceará bewoond door verschillende indianenstammen, zoals de Tremembé, Paiacu, Cariri en Jucá. Rond 1598-1599 emigreerden de Potyguara-indianen vanuit Rio Grande do Norte naar Ceará en vestigden zij zich op het door hen veroverde driehoekige gebied tussen de rivier de Cocó, de rivier de Ceará en de bergen Maranguape en Pacatuba.
Ceará werd begin zeventiende eeuw gekoloniseerd door de Portugezen, maar daarvoor dreven de Fransen en Nederlanders al handel met de indianen. Zo was in 1600 de Nederlandse commandant Jehan Baptista Sijens in Mucuripe om met de Potyguara handel te drijven.
De kolonisatie door Portugezen werd bemoeilijkt door hevige tegenstand van indiaanse stammen, Fransen, Nederlanders en de droogte.
Het gebied dat het huidige Ceará beslaat, werd door de koning van Portugal aangeboden aan de Portugees Antônio Cardoso de Barros, maar deze was niet geïnteresseerd in de kolonisering ervan.
De eerste echte Europese poging tot kolonisering van Ceará werd ondernomen door de Portugees Pero Coelho de Sousa, in 1603, bij een expeditie tegen de Fransen. Deze expeditie mislukte. Een jaar later vestigde hij zich met zijn vrouw en kinderen in het gebied. Vanwege de droogte in 1606, de eerst vermelde droogte in de geschiedenis van Ceará, vluchtten zij naar Rio Grande do Norte en Paraíba.
In 1607 probeerden de Portugezen opnieuw om zich in Ceará te vestigen. Een expeditie van de jezuïeten Francisco Pinto en Pereira Figueira liep op niets uit. Francisco Pinto werd door de indianen gedood en Figueira moest vluchten.
In 1612 werd onder leiding van Martin Soares Moreno aan de oevers van de rivier de Ceará Forte de São Sebastião gebouwd, op de plaats die nu bekendstaat als Barra de Ceará, tussen de steden Fortaleza en Caucaia. Martin Soares Moreno verliet Ceará in 1631 om in Pernambuco tegen de Nederlanders te vechten.
De eerste poging van de Nederlanders om Ceará van de Portugezen over te nemen, vond plaats in 1631, door een samenwerkingsverband van de indianen en Nederlanders onder Ellert Smiense, de commandant van het schip Nieuw Nederland. Deze poging mislukte; de Portugezen doodden de indianen voordat het schip bij Mucuripe kon aanleggen.
In 1637 ondernamen de Nederlanders een tweede poging om zich in het gebied te vestigen. Ditmaal vielen Nederlandse soldaten op verzoek van de indianen het gebied binnen. Ze versloegen de Portugezen en namen hen gevangen. Forte de São Sebastião werd ingenomen.
In 1639 was Georg Markgraf, een Duitser in dienst van de Republiek, in Ceará voor een verkenningstocht.
De Nederlanders bleven in Ceará tot 1644, toen de gouverneur van Ceará Gideon Morris en zijn soldaten door de indianen aangevallen, verslagen en gedood werden.
De indiaan Paraupaba kwam in 1648 namens de Nederlanders onderhandelen met de Potyguara over het zoeken naar zilvermijnen.
Later, in 1649, ging de Nederlander Matthias Beck in dat gebied op zoek naar zilver. Hij vestigde zich er en bouwde het Fort Schoonenborch.
In 1654 namen de Portugezen het Nederlandse Fort Schoonenborch, gelegen aan de monding van de rivier de Pajeú, over en hernoemden het Fortaleza de Nossa Senhora da Assunção (Fort van Maria ten Hemelopneming). De indianen die met de Nederlanders hadden samengewerkt, moesten vluchten naar Ibiapaba.
Na vele politieke geschillen tussen Aquiraz en Fortaleza, en de aanval van de Paiacu-indianen in Aquiraz, werd Fortaleza op 13 april 1726 de officiële hoofdstad van Ceará.
Na een intensieve campagne tegen de slavernij schafte Ceará op 25 maart 1884 de slavernij af. Ceará was daarmee de eerste Braziliaanse staat die de slavernij afschafte, nog voor de uitvoering van de Aurea-wet in 1888, die een einde maakte aan de slavernij in heel Brazilië.

## Steden
De tien grootste steden van de staat zijn:
| Stad                                            | Inwoners  |
| ----------------------------------------------- | --------- |
| Fortaleza                                       | 2.627.482 |
| Caucaia                                         | 362.223   |
| Juazeiro do Norte                               | 270.383   |
| Maracanaú                                       | 224.804   |
| Sobral                                          | 205.529   |
| Crato                                           | 130.604   |
| Itapipoca                                       | 127.465   |
| Maranguape                                      | 126.486   |
| Iguatu                                          | 102.614   |
| Quixadá                                         | 86.605    |
| Bron: (pt) IBGE - Populatie volgens census 2017 |           |

## Bestuurlijke indeling
De deelstaat Ceará is ingedeeld in 7 mesoregio's, 33 microregio's en 184 gemeenten.

## Economie
De dienstensector is de belangrijkste component van het BBP met 56,7%, gevolgd door de industriële sector met 37,9%. Landbouw vertegenwoordigt 5,4% van het BBP (2004). Ceará exporteert: lederen schoeisel 20,3%, schaaldieren 17,6%, katoenen stoffen, 16,9%, cashewnoten 14,7%, leder 13,1%, fruit , vruchtensappen en honing 5,4% (2002). Het is een van de drie Braziliaanse staten die samen het totale wereldaanbod van carnauba-was produceren.
Ceará is van oudsher een landbouwstaat, maar begon met het uitvoeren van een industrialisatieprogramma tijdens het militaire regime (1964-1985), en de industriële sector breidt zich nog steeds jaarlijks uit. Toerisme speelt ook een grote rol in de economie van Ceará.
Veeteelt is de belangrijkste economische activiteit van de staat met het fokken van runderen, varkens, geiten, paarden, vogels, ezels en schapen. De staat beschikt over twee havens, de haven van Pecém en de haven van Mucuripe, die belangrijk zijn voor de import en export.
- Landbouw: De belangrijkste landbouwproducten zijn bonen, maïs, rijst, katoen, cashewnoten, suikerriet, cassave, wonderboon, tomaat, banaan, sinaasappel, kokosnoot, en meer recentelijk druiven.
- Mijnbouw: In Ceará wordt ijzer, mineraalwater, kalk, magnesium, graniet, olie, aardgas, zeezout, grafiet, gips en uraniumerts gewonnen. De gemeente van Santa Quiteria heeft de grootste uraniumvoorraad van Brazilië.
- Industrie:In Ceará zijn diverse industrieën gevestigd waaronder kleding- en schoenenindustrie, voedselindustrie, metaalindustrie, textielindustrie en chemische industrie. Het Maracanaú Industrial District (bij Fortaleza), is een economisch belangrijk industrieel complex.

## Toerisme
- Stranden: de beroemdste stranden zijn de die van de hoofdstad Fortaleza (met name de Praia do Futuro), en de stranden Jericoacoara, Canoa Quebrada, Aracati.
- Producten: De staat huisvest een omvangrijke ambachtelijke productie van stof, hout, keramiek, borduurwerk, stro, bamboe, tricot en kant. Ook worden er halfedelstenen verwerkt tot sieraden, met name in Juazeiro do Norte, Quixadá en Quixeramobim.
- Cultureel Toerisme: In Fortaleza, bevinden zich onder andere het huis van de schrijver José de Alencar, een aantal musea (waaronder het Museum van beeld en geluid van Ceará, het Museum van Ceará, het Memorial van de Cearense Cultuur), en het Dragão do Mar Centrum voor Kunst en Cultuur.